# Davisia diplocrepis
Davisia diplocrepis, mikroskopski parazit koji pripada uz još 13 vrsta rodu Davisia, porodica Sinuolineidae, red Bivalvulida, razred Myxosporea. 
Prvi ju je znanstveno opisao Laird, 1953., a ime roda dolazi po znanstveniku koji je 1917. opisao prvu vrstu Davisia spinosa